# Dziewiętnasty rząd Izraela
Dziewiętnasty  rząd Izraela – rząd Izraela, sformowany 5 sierpnia 1981, którego premierem został Menachem Begin z Likudu. Rząd został powołany przez koalicję mającą większość w Knesecie X kadencji, po wyborach w 1981 roku. Funkcjonował do 10 października 1983, kiedy to powstał rząd premiera Icchaka Szamira.